# Коиловци
Коиловци (болг. Коиловци) — село в Болгарии. Находится в Плевенской области, входит в общину Плевен. Население составляет 1 072 человека.

## Политическая ситуация
В местном кметстве Коиловци, в состав которого входит Коиловци, должность кмета (старосты) исполняет Красимир Веселинов Иванов (Болгарская социалистическая партия (БСП)) по результатам выборов правления кметства.
Кмет (мэр) общины Плевен — Найден Маринов Зеленогорски (коалиция в составе 3 партий: Демократы за сильную Болгарию (ДСБ), Болгарский земледельческий народный союз (БЗНС), Союз демократических сил (СДС)) по результатам выборов в правление общины.